# Alessandro De Pol
Alessandro De Pol, né le 15 juillet 1972 à Trieste en Italie, est un joueur puis entraîneur italien de basket-ball. Comme joueur, il évolue au poste d'ailier.

## Carrière

### Palmarès
- Champion d'Italie 1996 (Olimpia Milan) et 1999 (Varese)
- Coupe d'Italie 1996 (Stefanel Milan)
- Finaliste du championnat d'Europe 1999
- Médaille de bronze du championnat d'Europe 2003